# Bosbessen-dennenbos
Het bosbessen-dennenbos (Vaccinio-Pinetum) is een associatie uit het verbond van naaldbossen (Dicrano-Pinion). De associatie omvat oligotrafente naaldbosssen die voorkomen op droge, zure zandbodems.
Het is het meest voorkomende naaldbos in Nederland en Vlaanderen maar ontstaat er zelden spontaan; meestal ontwikkelt het zich uit naaldhoutaanplantingen.

## Naamgeving en codering
| Vaccinio myrtilli-Pinetum sylvestris Jurasz. 1928                            |
| Pineto-Vaccinietum (Kobendza 1930) Br.-Bl. & Vl. in Br.-Bl. et al. 1939 p.p. |

- Syntaxoncode voor Nederland (rVvN): r44Aa03
- BWK-karteringscodes: ppms, pms, ppmb, pmb

De wetenschappelijke naam Vaccinio-Pinetum is afgeleid van de botanische namen van twee belangrijke soorten in de associatie. Dit zijn blauwe bosbes (Vaccinium myrtillus) en grove den (Pinus sylvestris).

## Fysiognomie

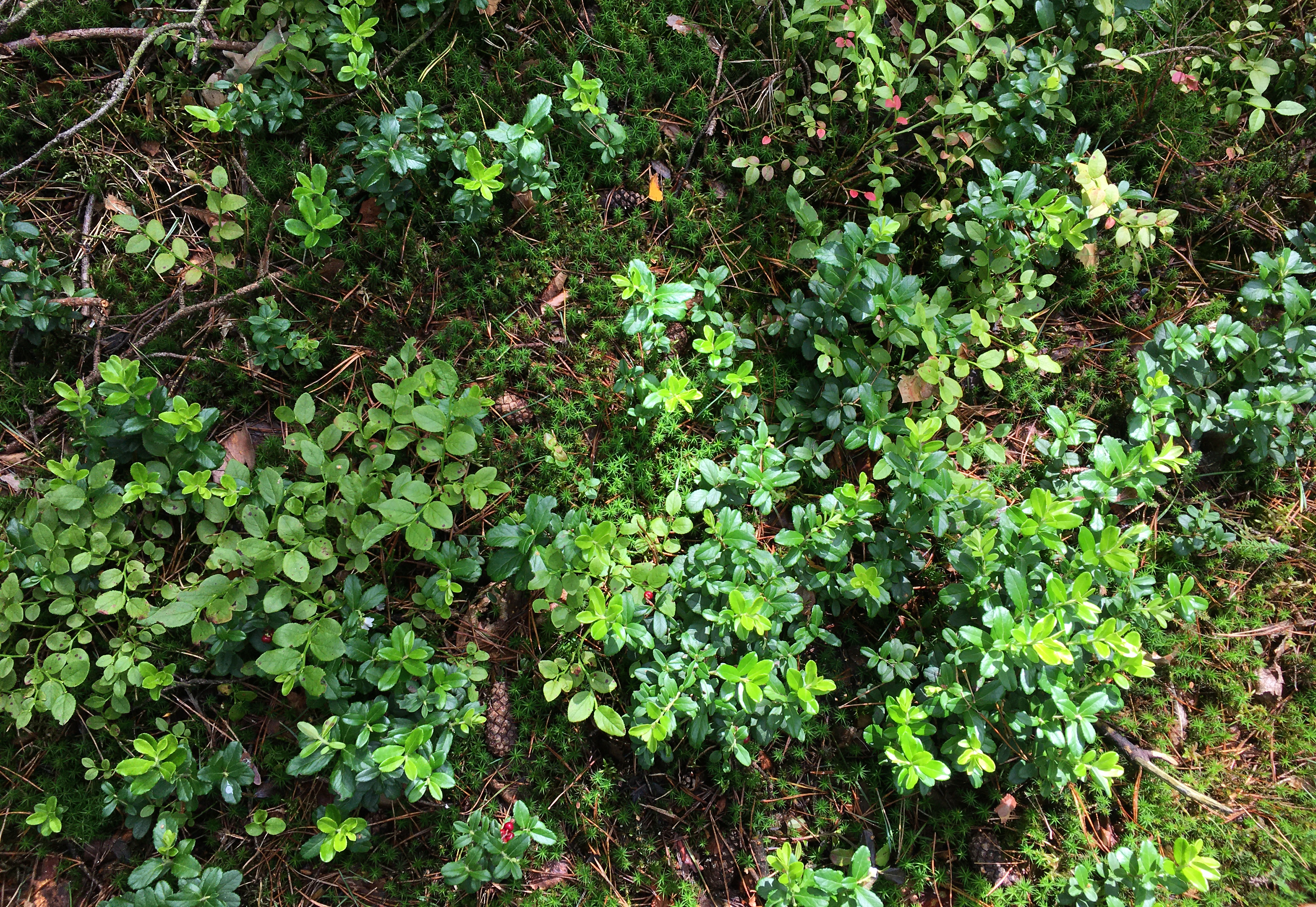
Close-up van de kruidlaag met zowel rode als blauwe bosbes. In de onderliggende moslaag ziet men hier vooral fraai haarmos.

Vergeleken met de andere gemeenschappen uit de klasse van naaldbossen wordt het bosbessen-dennenbos fysiognomisch vooral gekenmerkt door het optreden van de naamgevende bosbessen. Het vegetatieaspect wordt gewoonlijk het meest bepaald door blauwe bosbes en grove den. Er kan een uitgesproken herfstaspect met herfstkleuren ontstaan doordat blauwe bosbes haar bladeren afwerpt, die dan opvallend gele, oranje en rode tinten krijgen.
Het bosbessen-dennenbos manifesteert zich dikwijls in de formatie van een naaldbos. In sommige gevallen (vaak oude bosbessen-dennenbossen) ontstaan overgangen naar gemengd bos doordat loofbomen hun intrede doen. De vegetatiestructuur wordt gevormd door een goed ontwikkelde boomlaag, een vaak matig ontwikkelde struiklaag en een goed ontwikkelde kruid- en moslaag. De boomlaag is 10–15 m hoog en wordt overheerst door naaldbomen, meestal grove den. De toplaag laat (behalve bij fijnsparren) veel licht door, waardoor de struiklaag en kruidlaag meestal goed ontwikkeld zijn. Die struiklaag bestaat uit loofstruiken en jonge loofbomen, tenminste in natuurlijke bossen. In de kruidlaag zijn vaak dwergstruiken als struikhei en blauwe bosbes bepalend. De moslaag is weinig tot zeer goed ontwikkeld, dat laatste vooral bij lorkenbossen.

## Ecologie
Het bosbessen-dennenbos komt voor op droge tot vochtige, oligotrofe, zure zandgronden. Het betreft podzolgronden die meestal zijn bedekt met een dikke laag mor. Net zoals bij andere wintergroene naaldbostypen is het bosbessen-dennenbos bij uitstek geschikt om fijnstof uit de lucht te filteren.

### Syndynamiek
De vegetatie kan natuurlijk ontstaan zijn uit korstmossen-dennenbossen, maar ontwikkelt zich meestal uit naaldhoutaanplantingen. In de Lage Landen zal ze door natuurlijke successie geleidelijk overgaan in een berken-eikenbos. Na kaalkap van het bosbessen-dennenbos kan de wilgenroosje-associatie ontstaan.

## Subassociaties in Nederland en Vlaanderen
Binnen het bosbessen-dennenbos worden in Nederland en Vlaanderen drie subassociaties onderscheiden.

### Typische subassociatie
De typische subassociatie (Vaccinio-Pinetum typicum) heeft de hoogste presentie van rode bosbes en blauwe bosbes. In Nederland (conform de rVvN) gebruikt men voor deze subassociatie de syntaxoncode r44Aa03a.

### Subassociatie met bochtige smele
Een subassociatie met bochtige smele (Vaccinio-Pinetum deschampsietosum) heeft overwegend grassen in de kruidlaag, vooral bochtige smele (Avenella flexuosa), die voorkomt in drogere delen van de vegetatie. In Nederland (conform de rVvN) gebruikt men voor deze subassociatie de syntaxoncode r44Aa03b.

### Subassociatie met pijpenstrootje

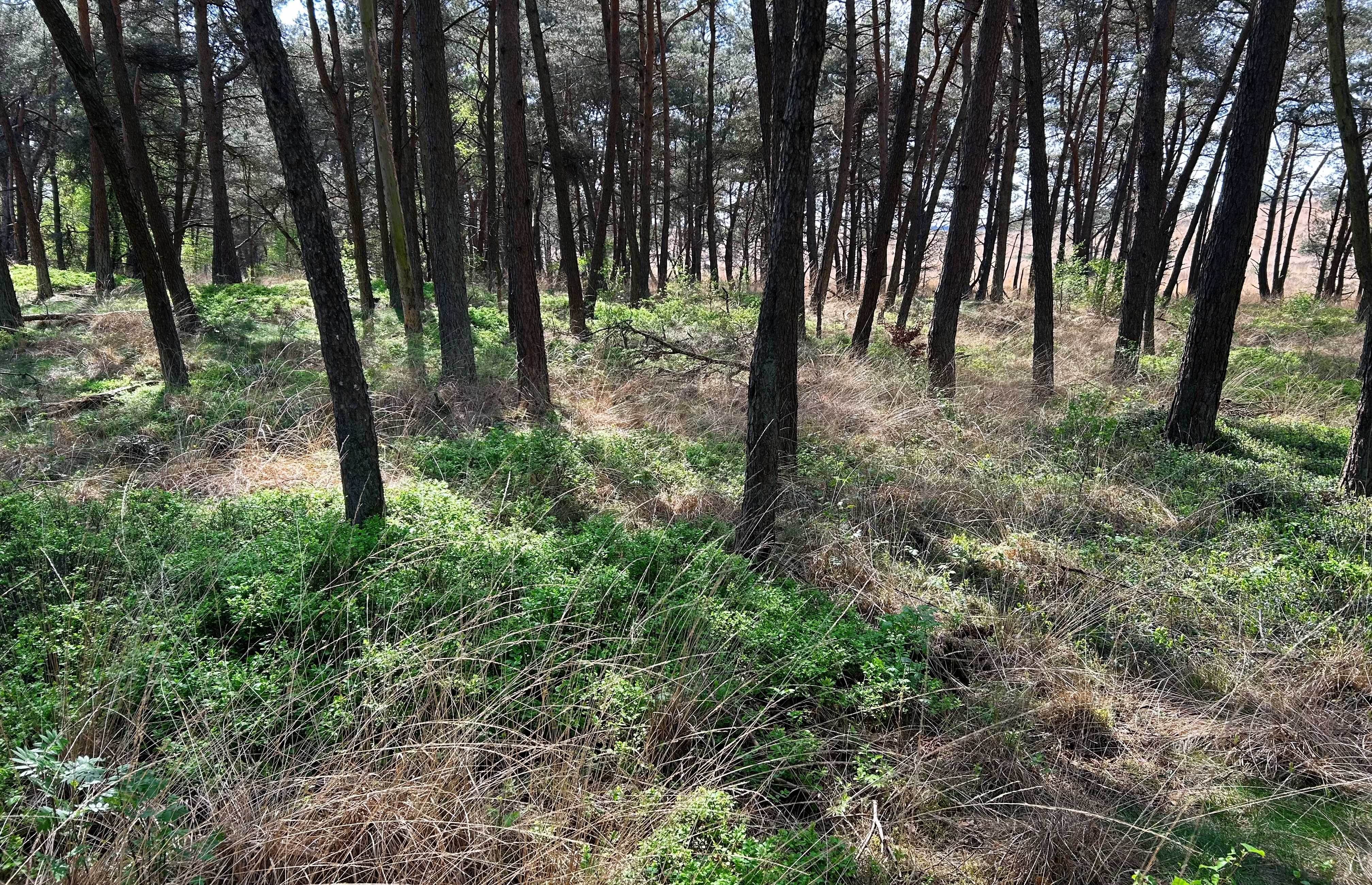
Voorjaarsaspect van de subassociatie met pijpenstrootje.

Een subassociatie met pijpenstrootje (Vaccinio-Pinetum molinietosum) komt voor op de vochtigere delen en wordt gekenmerkt door pijpenstrootje. In Nederland (conform de rVvN) gebruikt men voor deze subassociatie de syntaxoncode r44Aa03c.

## Verspreiding

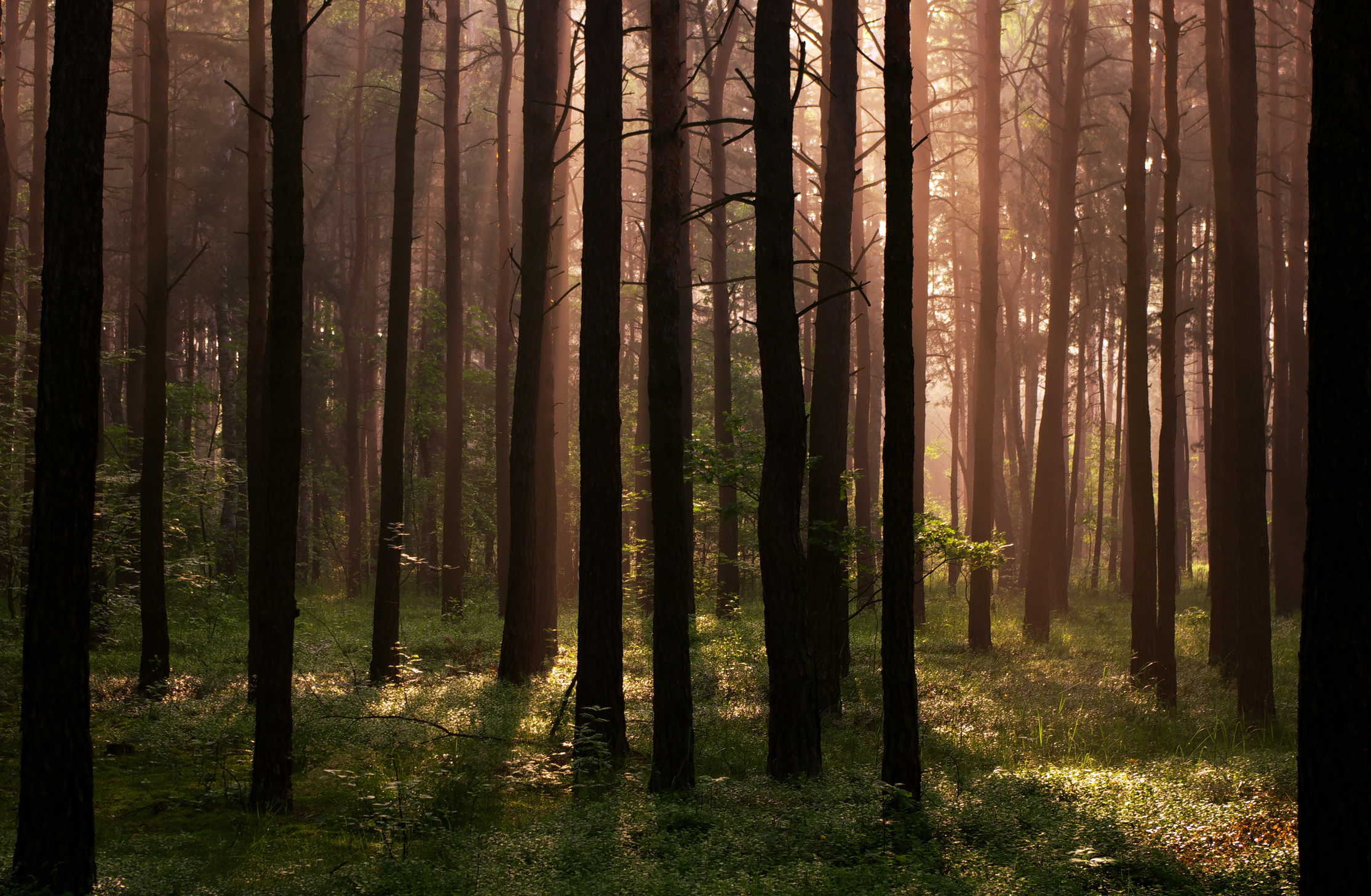
Zomeraspect van een dicht, grazig bosbessen-dennenbos in Polen.

Het verspreidingsgebied van het bosbessen-dennenbos omvat grote delen van Centraal-Europa (Duitsland, Polen); enkel daar geldt het als climaxvegetatie. Naar het westen toe komt zij enkel in gefragmenteerde vorm voor en kan daar enkel blijven bestaan door nieuwe aanplant.
In Nederland is ze algemeen in de stuifzanden op de hogere zandgronden en zeldzaam in de duinen. Het is goed vertegenwoordigd in de bosaanplanten in het Waddendistrict, vooral op Terschelling komt het nog veelvuldig voor. Ook in Vlaanderen is deze gemeenschap algemeen op zandgronden in de Kempen.

## Vegetatiezonering
In de vegetatiezonering kan het bosbessen-dennenbos contactgemeenschappen vormen met verscheidene andere syntaxa van oligotrofe, zuurdere zandlandschappen. Onder de bosgemeenschappen staat het vooral in contact met bossen uit de klasse van eiken- en beukenbossen op voedselarme grond, vooral het zomereik-verbond.

### Microgemeenschappen
In het bosbessen-dennenbos komen verschillende microgemeenschappen voor. Het gaat vooral om cryptogamengemeenschappen van de druppelkorst-klasse en de klasse van vertakt bekermos en neptunusmos.

## Diagnostische taxa voor Nederland en Vlaanderen
De associatie heeft geen specifieke kentaxa, en ook de kensoorten van de klasse van naaldbossen en het verbond van naaldbossen zijn slecht vertegenwoordigd. Ze kan wel eenvoudig worden onderscheiden van de andere in de Lage Landen aanwezige naaldhoutgemeenschappen door een groot aantal differentiërende soorten.
De grove den is de meest voorkomende boom, maar kan in aanplantingen vervangen zijn door lorken (meestal Europese lariks, Japanse lariks of een hybride van beide), fijnspar, douglasspar  of andere exotische soorten. In natuurlijke omstandigheden komt ook de zomereik frequent voor.
Daarnaast vinden we vooral soorten van droge heide, zoals struikhei, blauwe bosbes, bochtige smele en pijpenstrootje, naast soorten van stikstofrijkere standplaatsen zoals smalle en brede stekelvaren. Bij de mossen zijn vooral gewoon gaffeltandmos, bronsmos en heideklauwtjesmos meestal aanwezig. Het kussentjesmos, dat mee de naam van de associatie bepaald, komt vreemd genoeg slechts sporadisch voor.
In de onderstaande synoptische tabel staan de belangrijkste taxa voor Nederland en Vlaanderen.
Boomlaag
| Diagnostiek       | Presentie | Triviale naam     | Botanische naam       | Opmerking |
| ----------------- | --------- | ----------------- | --------------------- | --------- |
| verbondskentaxa   | 90%       | grove den         | Pinus sylvestris      |           |
| begeleidende taxa | 70%       | zomereik          | Quercus robur         |           |
| begeleidende taxa | 70%       | zomereik          | Quercus robur         |           |
| begeleidende taxa | 50%       | ruwe berk         | Betula pendula        |           |
| begeleidende taxa | 30%       | Japanse goudlarix | Pseudolarix kaempferi |           |
| begeleidende taxa | 20%       | zachte berk       | Betula pubescens      |           |
| begeleidende taxa | 25%       | Amerikaanse eik   | Quercus rubra         |           |
| begeleidende taxa | 25%       | douglasspar       | Pseudotsuga menziesii |           |
| begeleidende taxa | 25%       | fijnspar          | Picea abies           |           |

Struiklaag
| Diagnostisch taxon | Presentie | Triviale naam             | Botanische naam       | Opmerking |
| ------------------ | --------- | ------------------------- | --------------------- | --------- |
| dA                 | 65%       | wilde lijsterbes          | Sorbus aucuparia      |           |
|                    | 50%       | ruwe berk                 | Betula pendula        |           |
| dA                 | 40%       | sporkehout                | Frangula alnus        |           |
|                    | 40%       | Amerikaanse vogelkers     | Prunus serotina       |           |
|                    | 40%       | Amerikaans krentenboompje | Amelanchier lamarckii |           |
|                    | 25%       | beuk                      | Fagus sylvatica       |           |
|                    | 50%       | hulst                     | Ilex aquifolium       |           |

Kruidlaag
| Diagnostisch taxon | Presentie | Triviale naam      | Botanische naam            | Opmerking |
| ------------------ | --------- | ------------------ | -------------------------- | --------- |
| kK                 | 98%       | blauwe bosbes      | Vaccinium myrtillus        |           |
| dA                 | 92%       | bochtige smele     | Avenella flexuosa          |           |
| dA                 | 40%       | pijpenstrootje     | Molinia caerulea           |           |
|                    | 40%       | struikhei          | Calluna vulgaris           |           |
| dA                 | 35%       | smalle stekelvaren | Dryopteris carthusiana     |           |
|                    | 30%       | liggend walstro    | Galium saxatile            |           |
| dA                 | 30%       | rode bosbes        | Vaccinium vitis-idaea      |           |
|                    | 25%       | gewone braam       | Rubus fruticosus           |           |
|                    | 25%       | brede stekelvaren  | Dryopteris dilatata        |           |
|                    | 20%       | rankende helmbloem | Ceratocapnos claviculata   |           |
|                    | 20%       | schapenzuring      | Rumex acetosella           |           |
|                    | > 20%     | wilgenroosje       | Chamaenerion angustifolium |           |
|                    | 20%       | wilde kamperfoelie | Lonicera periclymenum      |           |

Moslaag
| Diagnostisch taxon | Presentie | Triviale naam           | Botanische naam          | Opmerking                        |
| ------------------ | --------- | ----------------------- | ------------------------ | -------------------------------- |
|                    | 11%       | gerimpeld gaffeltandmos | Dicranum polysetum       |                                  |
|                    | 60%       | bronsmos                | Pleurozium schreberi     |                                  |
|                    | 50%       | heideklauwtjesmos       | Hypnum jutlandicum       |                                  |
|                    | 40%       | fraai haarmos           | Polytrichum formosum     |                                  |
| dA                 | 30%       | groot laddermos         | Pseudoscleropodium purum | t.o.v. het korstmossen-dennenbos |
|                    | 20%       | gewoon dikkopmos        | Brachythecium rutabulum  |                                  |
|                    | 20%       | fijn laddermos          | Kindbergia praelonga     |                                  |
|                    | 20%       | gewoon klauwtjesmos     | Hypnum cupressiforme     |                                  |
|                    | 10%       | gewoon pluisjesmos      | Dicranella heteromalla   |                                  |
|                    | 10%       | gedrongen kantmos       | Lophocolea heterophylla  |                                  |
|                    | 10%       | gewoon peermos          | Pohlia nutans            |                                  |
|                    | 10%       | krom platmos            | Plagiothecium laetum     |                                  |
|                    | 10%       | gewoon sterrenmos       | Mnium hornum             |                                  |
|                    | 10%       | boskronkelsteeltje      | Campylopus flexuosus     |                                  |
| dA                 |           | kussentjesmos           | Leucobryum glaucum       | t.o.v. korstmossen-dennenbos     |

## Fotogalerij

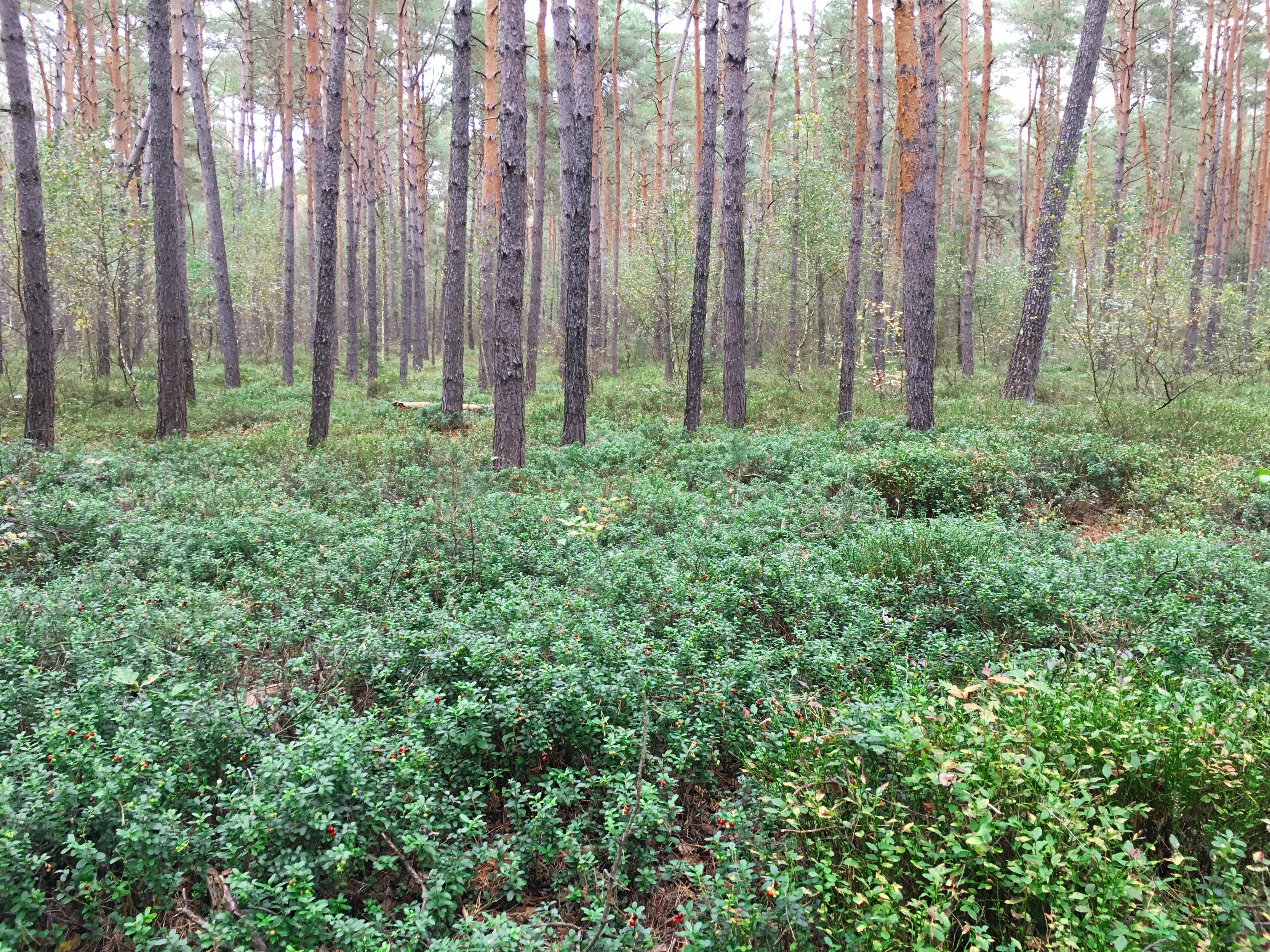
Herfstaspect van de typische subassociatie, hier met zowel blauwe als rode bosbes.
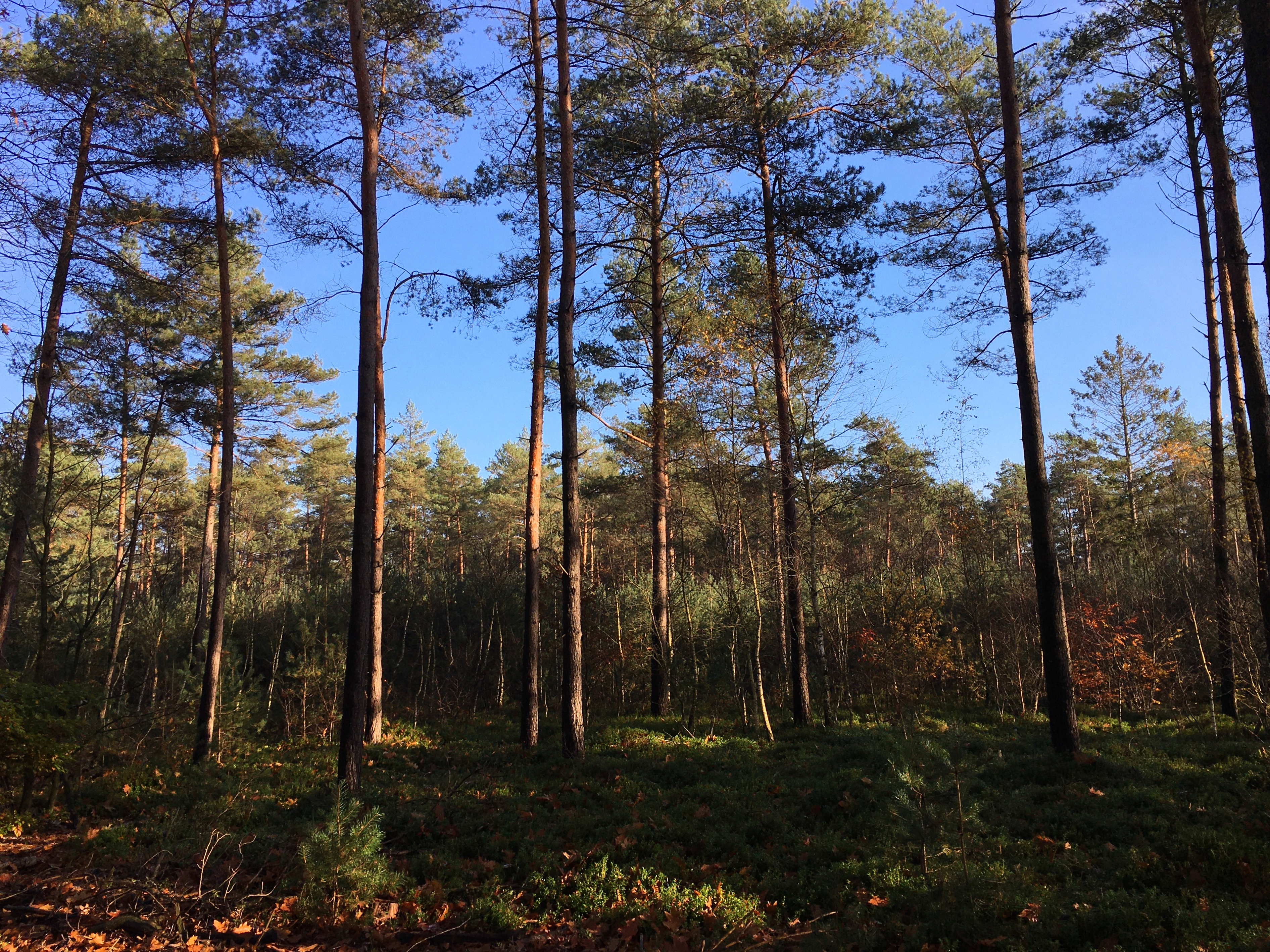
Zicht op opstanden van verschillende leeftijden
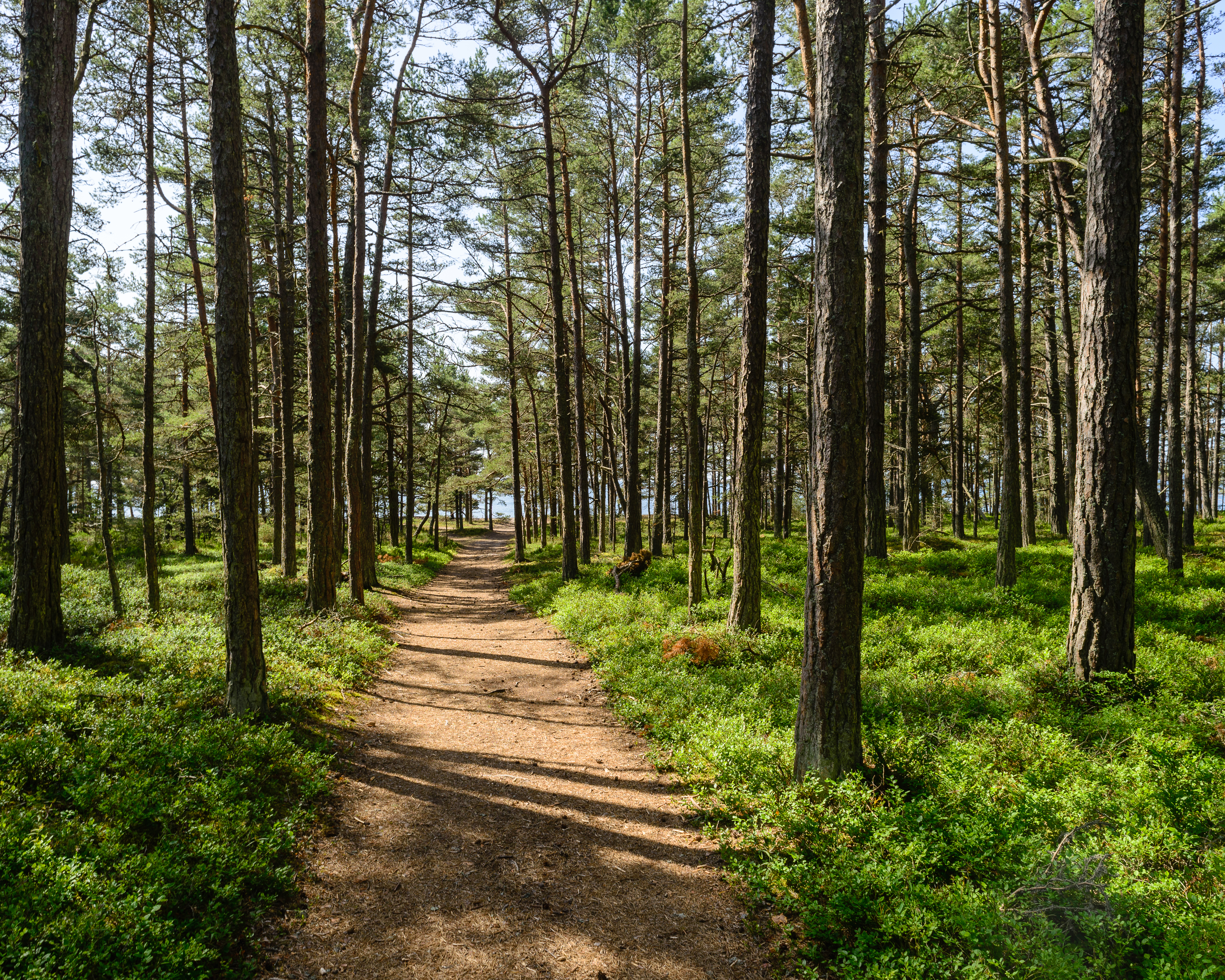
Een bospad door een bosbessen-dennenbos
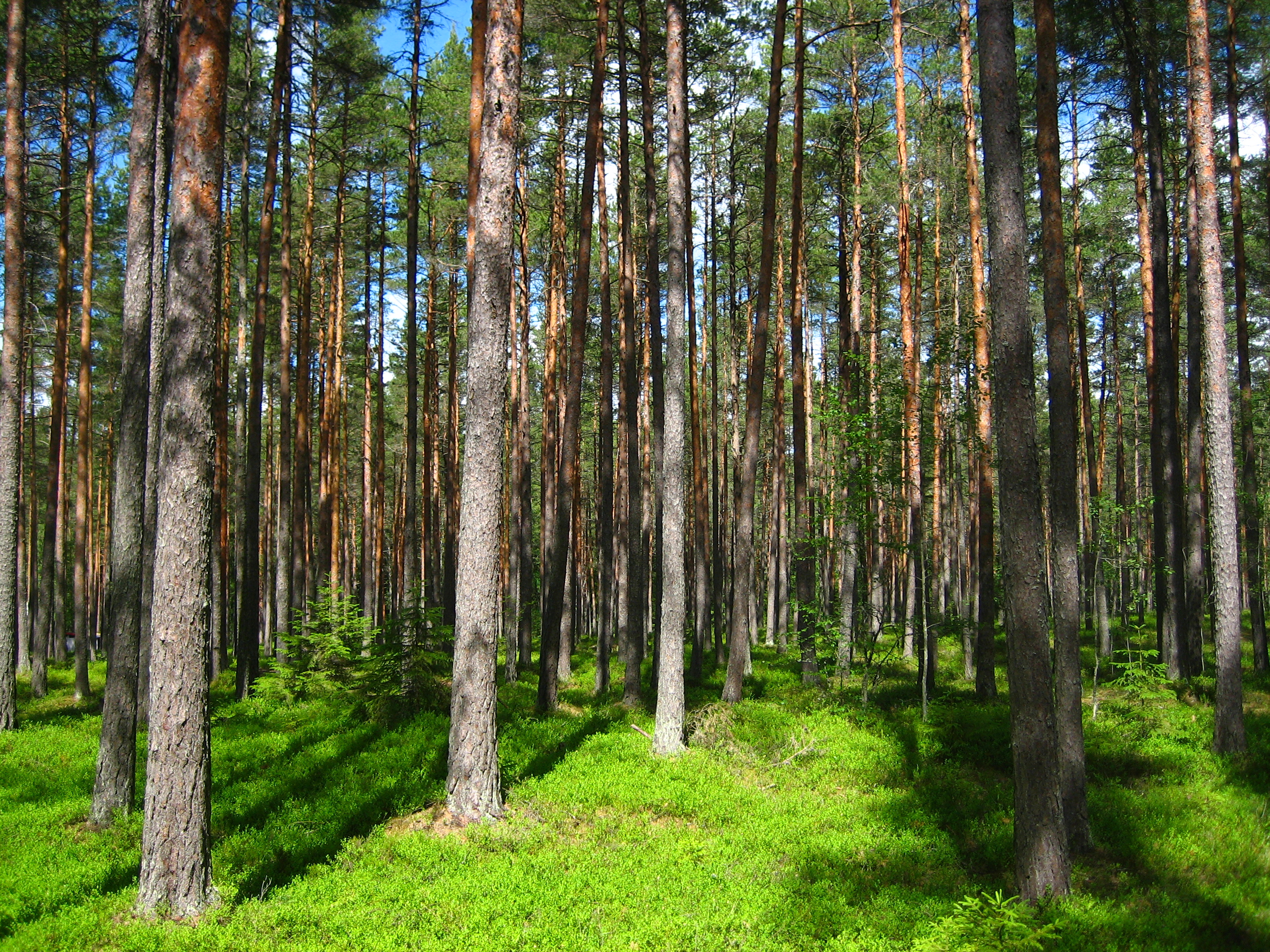
Vroeg zomeraspect
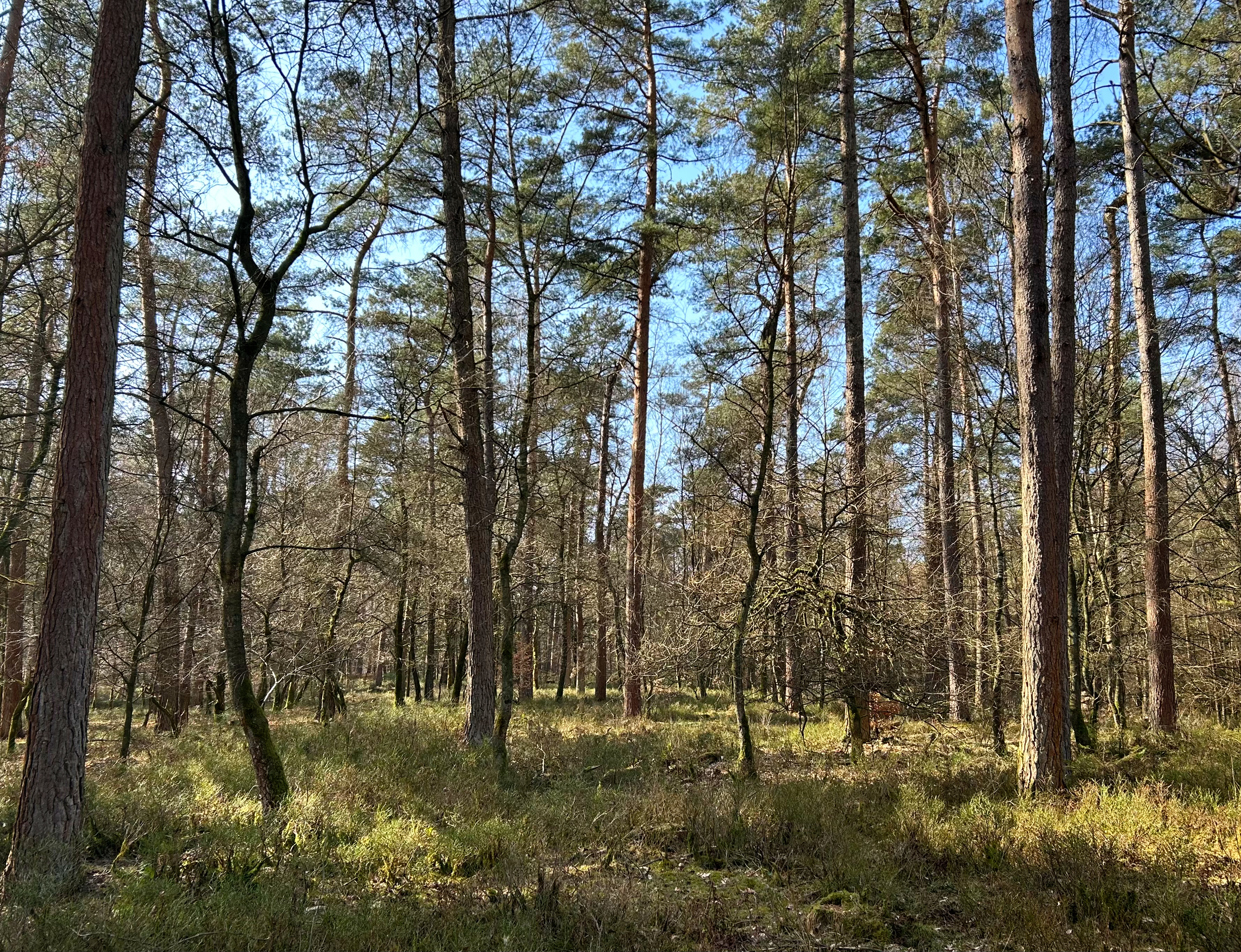
Een vroeg voorjaarsaspect
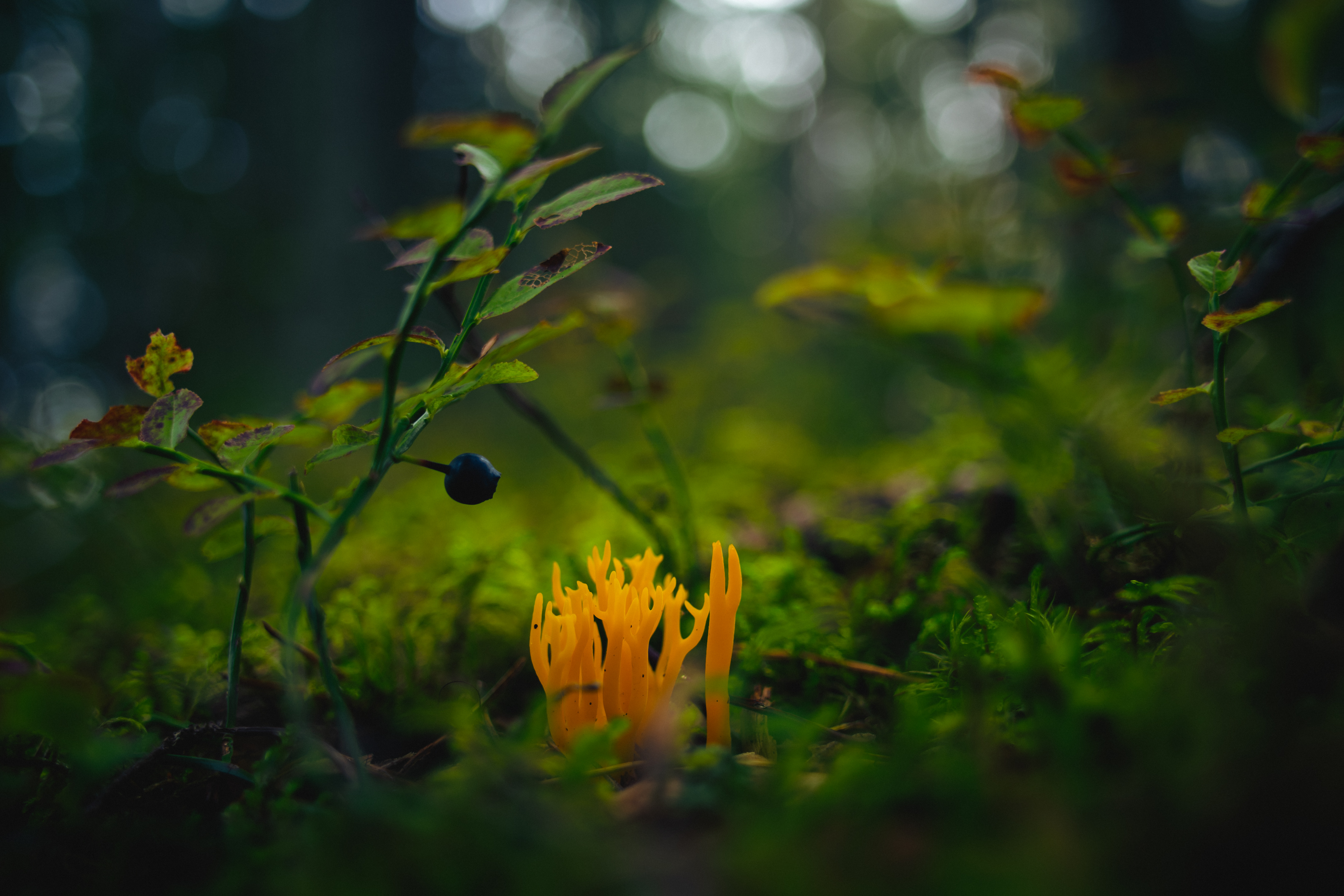
Kleverige koraalzwam